# Столярчук Андрій Володимирович
Андрі́й Володи́мирович Столярчу́к (нар. 28 листопада 1978, Каховка, Херсонська область, Українська РСР, СРСР) — український футболіст, півзахисник і тренер.

## Ігрова кар'єра
Андрій Столярчук народився 28 листопада 1978 року в місті Каховка. Футболом почав займатися в каховській ДЮСШ. Перший тренер — Валерій Мальченко. Розпочав футбольну кар'єру у клубі «Колос» з села Чорнянка Херсонської області. У 1999 році потрапив до лав армянського «Титану», який виступав у Другій лізі України з футболу. Дебют Столярчука за «Титан» припав на матч 8 серпня 1999 року проти южноукраїнської «Енергії» (1:1). За «Титан» футболіст виступав протягом трьох з половиною років. Взимку 2003 року він перейшов до клубу «Система-Борекс» з Бородянки, який виступав у Першій лізі України. Також він виступав на правах оренди за «Систему-КХП».
На початку 2004 року повернувся до «Титану». Разом з командою здобував срібні та бронзові нагороди Другої ліги. У сезоні 2009/10 «Титан» здобув перемогу у Другій лізі та вийшов до Першої ліги. За версією сайту Football.ua Столярчук увійшов до символічної збірної сезону Другої ліги. У лютому 2012 року клуб розірвав контракт з футболістом. Столярчук є другим гравцем «Титану» за кількістю проведених матчів (323). За цим показником він поступається лише Андрію Никифорову. З 2012 року по 2014 рік Столярчук виступав як граючий тренер клубу «Чорнянка». У 2016 році очолив команду «Титан» з Чорнянки.

## Досягнення
- Переможець групи «Б» другої ліги чемпіонату України (1): 2009/10
- Срібний призер групи «Б» другої ліги чемпіонату України (1): 2007/08
- Бронзовий призер групи «Б» другої ліги чемпіонату України (1): 2006/07